# 北京的轨道交通系统
北京的轨道交通系统为在北京运行的所有城市轨道交通线路，主要由以下3部分组成：
- 高运量铁路系统，包括北京地铁[1][2][3]、北京市郊铁路[4]、首都机场线[5]、大兴机场线[6]；
- 中低运量铁路系统，包括西郊线[7]、亦庄T1线[8]；
- 磁悬浮系统，现有S1线[9]。

其中，北京地铁所有线路、有轨电车西郊线、有轨电车亦庄T1线、磁悬浮S1线、首都机场线、大兴机场线的票务及指挥控制系统均接入北京地铁系统（由京投所属北京轨指中心管辖），在北京地铁名义下的线网之内。上述线路的检票闸机、售票处终端、自助售票机终端的屏幕等，即使不在北京地铁公司的运营范围之内，也会统一使用或显示“北京地铁 BEIJING SUBWAY”标识（除亦庄T1线使用北京公交以外）。而北京市郊铁路虽有京投公司参与投资管理，但目前属于国铁系统，由中国铁路北京局管理。
|  |

## 高运量铁路系统

### 北京地铁
北京地铁开通于1971年1月15日，是世界上运营里程和客流量最大的地铁系统之一，向北京市的12个市辖区提供旅客运输服务，线网中的21条线路均为地铁标准，分别由北京市地铁运营有限公司、北京京港地铁有限公司、北京市轨道交通运营管理有限公司运营。

### 北京市郊铁路

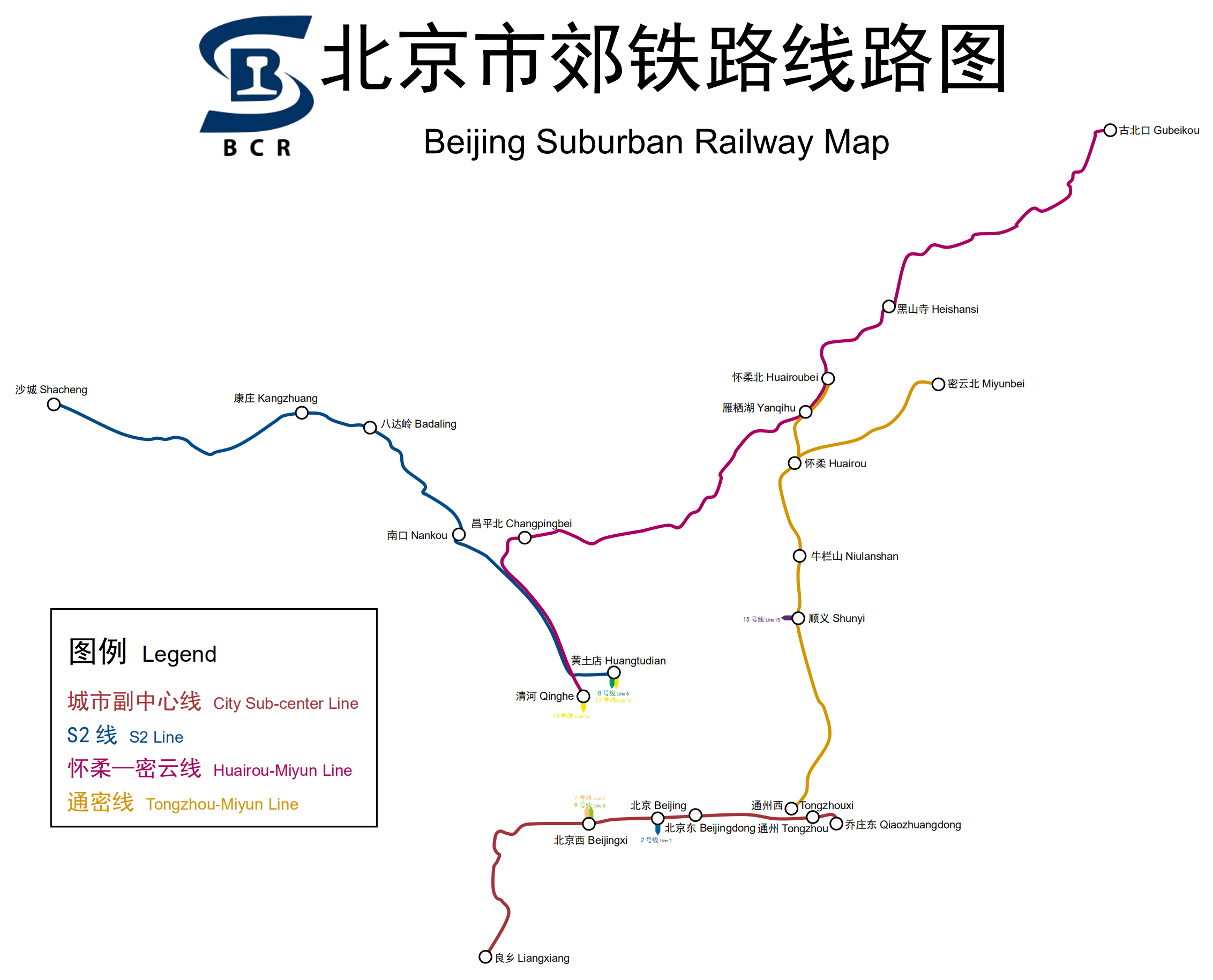
北京市郊铁路网

北京市郊铁路开通于2008年8月6日，包括S2线、城市副中心线、怀柔－密云线、通密线等4条线路，全长约360公里，共设站24座，属于北京通勤铁路系统，由中国铁路北京局集团有限公司运营。

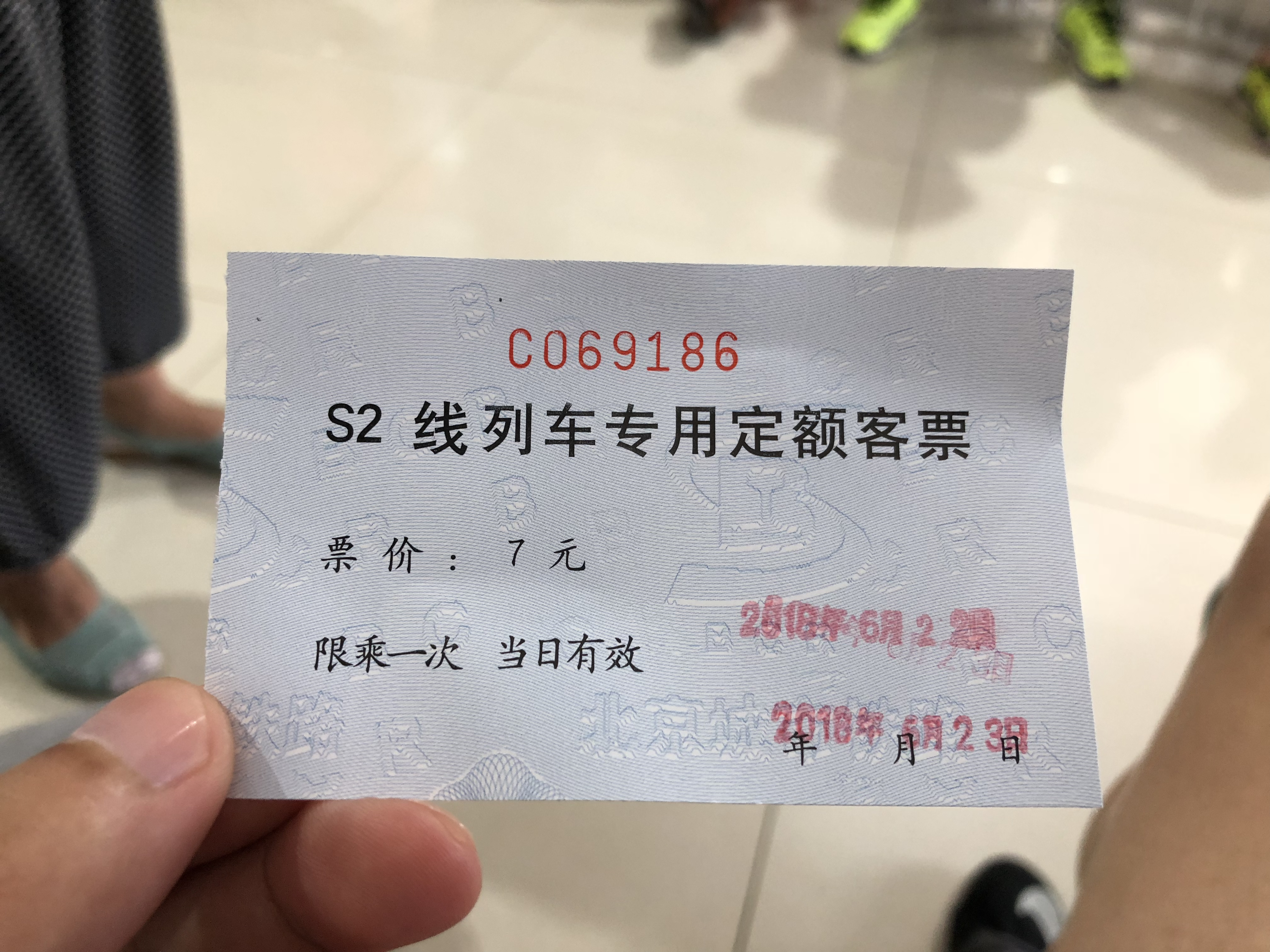
黄土店站始发S2线车票

S2线不纳入铁路乘车实名制管理，不联网售票，不对号入座；可购买纸质车票，也可使用北京市政交通一卡通等带有交通联合标识的交通卡或手机乘车码（亿通行、北京一卡通、北京公交等）付费乘车。市内段根据乘坐距离票价为4－8元不等（参照北京地铁票价），至河北沙城站为10－18元（河北段执行铁路票价）。
城市副中心线、怀柔－密云线、通密线等3条线路须实名制购票，不对号入座；除铁路客票外，还可使用北京市郊铁路一卡通、中铁银通卡、手机亿通行乘车码等付费乘车。票价按乘坐距离计算（参照北京地铁票价），最低3元。刷卡或扫码乘坐以上4条市郊铁路均可享受与城市轨道交通路网合并的月支出累计阶梯折扣优惠政策。

### 首都机场线

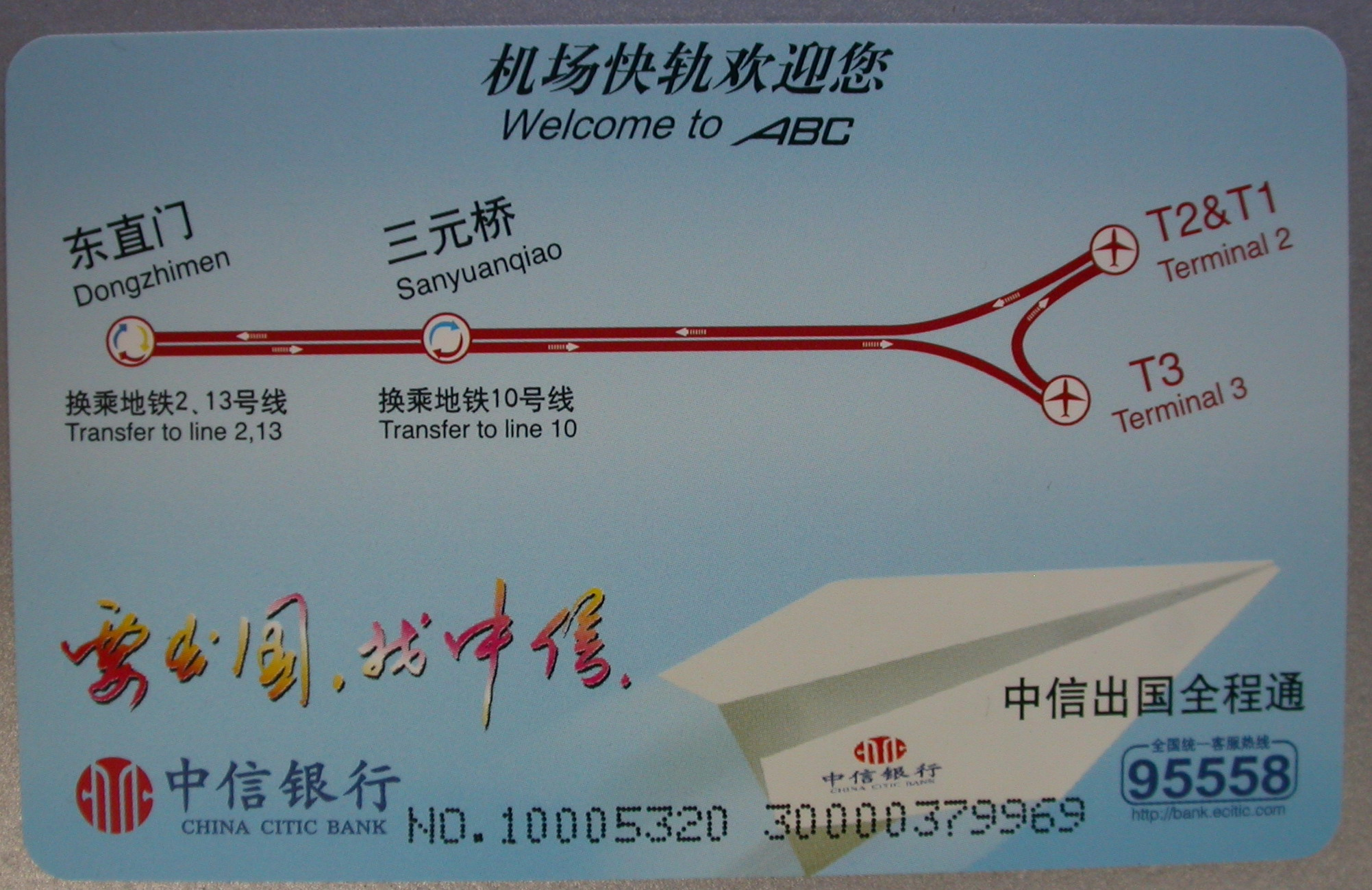
车票上显示的首都机场线线路图和车站

首都机场线是连接市区和北京首都国际机场的机场快线，开通于2008年7月19日，途经东城、朝阳、顺义三区，全长约28公里，设站4座，由北京京城地铁有限公司运营。全线单一票价25元，不与其他线路联合计费。乘客可经由东直门站、三元桥站付费换乘至北京地铁系统其他线路。

### 大兴机场线
大兴机场线是连接市区与北京大兴国际机场的机场快线，开通于2019年9月26日，途经北京市丰台、大兴两区和廊坊市广阳区，全长约41公里，设站3座，由北京市轨道交通运营管理有限公司运营。大兴机场线不与其他线路联合计费，普通车厢根据乘坐距离票价分别为10、25、35元，并发行区间定期电子计次票。乘客可经由草桥站付费换乘至北京地铁系统其他线路。

## 中低运量铁路系统

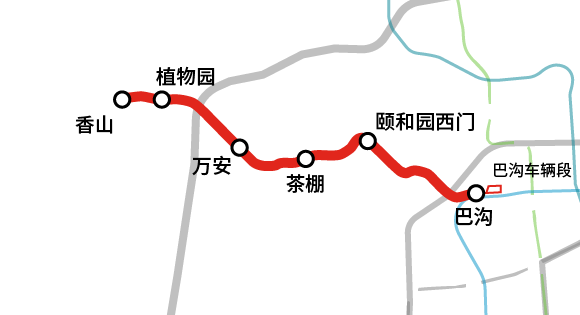
西郊线路线图

西郊线位于北京市海淀区，开通于2017年12月30日，有轨电车制式，总长约8.9公里，设站6座，由北京公交有轨电车有限公司运营。可在巴沟站换乘北京地铁10号线。票价最低3元，全程4元，支持直接购票、刷卡或乘车二维码乘车，不与其他线路联合计费。
亦庄T1线位于北京经济技术开发区，开通于2020年12月31日，有轨电车制式，总长约11.9公里，设站14座，由北京亦庄公交有轨电车有限公司运营。可在荣昌东街站换乘北京地铁亦庄线。车票不与其他线路联合计费。

## 磁悬浮系统
S1线开通于2017年12月30日，中低速磁悬浮轨道制式，全长约9公里，设站7座；纳入北京地铁网，与北京地铁其他线路联合计费，由北京市地铁运营有限公司二分公司运营，可在金安桥站换乘6号线和11号线。

## 线网规划
2021年12月9日，北京市规划和自然资源委员会在其官方网站对《北京市轨道交通线网规划（2020年-2035年）》（草案）进行公示，公示期限30天。
2022年8月17日，北京市规划和自然资源委员会在其官方网站正式发布《北京市轨道交通线网规划（2020年-2035年）》。

### 总体方案
北京市轨道交通线网由区域快线（含市郊铁路）和城市轨道交通组成。
根据2021年12月公示的《北京市轨道交通线网规划（2020年-2035年）》（草案），规划线网总规模约2673公里。区域快线（含市郊铁路）包含市郊铁路线路及新建区域快线，里程约1095公里。城市轨道交通包含地铁普线、地铁快线、中低运量、机场专线等，里程约1578公里。
根据2022年8月发布的《北京市轨道交通线网规划（2020年-2035年）》，规划线网总规模约2683公里。区域快线（含市郊铁路）包含市郊铁路线路及新建区域快线，里程约1058公里。城市轨道交通包含地铁普线、地铁快线、中低运量、机场专线等，里程约1625公里。

### 区域快线
区域快线（S线）是提供北京都市区主要节点之间快速服务的轨道交通方式，包括利用铁路资源线路和新建线路。
根据2021年12月公示的《北京市轨道交通线网规划（2020年-2035年）》（草案），规划区域快线网由15条（段）线路构成，线网里程约1095公里。
根据2022年8月发布的《北京市轨道交通线网规划（2020年-2035年）》，规划区域快线网由15条（段）线路构成，线网里程约1058公里。

### 城市轨道交通
根据2021年12月公示的《北京市轨道交通线网规划（2020年-2035年）》（草案），规划城市轨道交通线网由38条线路构成，线网里程约1578公里。
- 地铁快线（R线）是中心城区与副中心、多点新城与中心城区之间快速联系的主导轨道交通方式，线路以服务通勤客流为主，提供大站快车式服务。共计6条线路约403公里。

- 地铁普线（M线）强调尽可能覆盖城市主要功能区，满足多样化出行需求，提高城市公共交通服务水平。共计24条线路约985公里。

- 机场专线共计2条线路约75公里主要服务机场客流，中低运量共计6条线路约115公里作为地铁普线辅助服务线路。

根据2022年8月发布的《北京市轨道交通线网规划（2020年-2035年）》，规划城市轨道交通线网由38条线路构成，线网里程约1625公里。